# Diana Bolocco
Diana Bolocco (ur. 30 lipca 1977 w Santiago de Chile) – chilijska dziennikarka i osobowość telewizyjna, zwyciężczyni 48. edycji Międzynarodowego Festiwalu Piosenki w Viña del Mar (2007).

## Życiorys
W 1987 roku po raz pierwszy wystąpiła w telewizji, gdy w programie Gigantes y Usted udzieliła wywiadu Donowi Francisco. Była także bohaterką reklamy chilijskiej marki kosmetyków Pamela Grant.
Ukończyła studia na Chilijskim Papieskim Uniwersytecie Katolickim, następnie pracowała przy produkcji programów La Noche de Cecilia i Locos por el baile, a także dołączyła do grona prowadzących programu Alfombra roja, nadawanego w stacji Canal 13. W 2007 roku zwyciężyła w 48. edycji Międzynarodowego Festiwalu Piosenki w Viña del Mar.
W 2011 roku była prowadzącą programu ¿Quién quiere ser millonario?: alta tensión.

## Życie prywatne
Córka przedsiębiorcy Enzo Bolocco i Rose Marie Fonck Assler; ojciec był pochodzenia arboreskiego, natomiast matka miała niemieckie korzenie. Ma czworo rodzeństwa, w tym siostrę Cecilię. 26 listopada 1999 roku poślubiła Gonzalo Cisternasa, z którym ma dwóch synów: Pedro i Gonzalo; para rozwiodła się w roku 2006.